# Кітамаат 2
Кітамаат 2 (англ. Kitamaat 2) — індіанська резервація в Канаді, у провінції Британська Колумбія, у межах регіонального округу Кітімат-Стекін.

## Населення
За даними перепису 2016 року, індіанська резервація нараховувала 525 осіб, показавши зростання на 2,1%, порівняно з 2011-м роком. Середня густина населення становила 347,3 осіб/км².
З офіційних мов обидвома одночасно не володів жоден з жителів, тільки англійською — 520. Усього 65 осіб вважали рідною мовою не одну з офіційних, з них усі — одну з корінних мов.
Працездатне населення становило 40,7% усього населення, рівень безробіття — 16,2%.
Середній дохід на особу становив $33 562 (медіана $24 064), при цьому для чоловіків — $42 654, а для жінок $23 753 (медіани — $33 600 та $17 888 відповідно).
19,8% мешканців мали закінчену шкільну освіту, не мали закінченої шкільної освіти — 49,5%, 30,8% мали післяшкільну освіту, з яких 10,7% мали диплом бакалавра, або вищий.
| Статево-вікова структура населення | Статево-вікова структура населення | Статево-вікова структура населення | Статево-вікова структура населення | Статево-вікова структура населення |
| ---------------------------------- | ---------------------------------- | ---------------------------------- | ---------------------------------- | ---------------------------------- |
|                                    |                                    |                                    |                                    |                                    |
| Всього                             | Всього                             | 54,3%45,7%                         |                                    |                                    |
| 0 — 14 років                       | 0 — 14 років                       |                                    | 13,3%                              | 13,3%                              |
| 15 — 64 років                      | 15 — 64 років                      |                                    | 68,6%                              | 68,6%                              |
| 65 і більше                        | 65 і більше                        |                                    | 18,1%                              | 18,1%                              |
| 85 і більше                        | 85 і більше                        |                                    | 1%                                 | 1%                                 |
| Середній вік (років)               | Середній вік (років)               | 41,744,7                           | 43,1                               | 43,1                               |
| Медіана (років)                    | Медіана (років)                    | 44,149,1                           | 45,9                               | 45,9                               |
| — чоловіки — жінки                 |                                    |                                    |                                    |                                    |

| Походження мешканців:     | Походження мешканців:     | Походження мешканців: | Походження мешканців: | Походження мешканців: |
| ------------------------- | ------------------------- | --------------------- | --------------------- | --------------------- |
| Походження                |                           |                       | осіб                  | %                     |
| Корінні американці        | Корінні американці        |                       | 510                   | 97.14%                |
| Інше північноамериканське | Інше північноамериканське |                       | 0                     | 0%                    |
| Європейське               | Європейське               |                       | 35                    | 6.67%                 |
| британське                | британське                |                       | 25                    | 4.76%                 |
| Океанійське               | Океанійське               |                       | 10                    | 1.9%                  |

## Клімат
Середня річна температура становить 6,5°C, середня максимальна – 17,3°C, а середня мінімальна – -5,8°C. Середня річна кількість опадів – 2 335 мм.
| Клімат поселення                              | Клімат поселення | Клімат поселення | Клімат поселення | Клімат поселення | Клімат поселення | Клімат поселення | Клімат поселення | Клімат поселення | Клімат поселення | Клімат поселення | Клімат поселення | Клімат поселення | Клімат поселення |
| Показник                                      | Січ.             | Лют.             | Бер.             | Квіт.            | Трав.            | Черв.            | Лип.             | Серп.            | Вер.             | Жовт.            | Лист.            | Груд.            |                  |
| Середній максимум, °C                         | 2,27             | 4,48             | 6,71             | 9,59             | 12,97            | 16,09            | 16,79            | 17,25            | 14,03            | 9,68             | 4,77             | 1,73             |                  |
| Середня температура, °C                       | −1,76            | 0,45             | 2,70             | 5,54             | 8,93             | 12,06            | 14,43            | 14,89            | 11,68            | 7,33             | 2,40             | −0,62            |                  |
| Середній мінімум, °C                          | −5,79            | −3,55            | −1,35            | 1,53             | 4,91             | 8,01             | 12,06            | 12,52            | 9,31             | 4,95             | 0,05             | −2,99            |                  |
| Норма опадів, мм                              | 309              | 205              | 170              | 132              | 90               | 74               | 70               | 98               | 193              | 343              | 334              | 317              |                  |
| Середньомісячна швидкість вітру, м/с          | 4.34             | 4.20             | 3.83             | 3.59             | 3.32             | 3.26             | 3.03             | 2.93             | 3.09             | 3.58             | 4.08             | 4.30             |                  |
| Середньомісячна сонячна радіація, кДж/м²·день | 2154             | 4600             | 8947             | 14091            | 17990            | 19312            | 18353            | 15570            | 10490            | 5493             | 2653             | 1582             |                  |
| --------------------------------------------- | ---------------- | ---------------- | ---------------- | ---------------- | ---------------- | ---------------- | ---------------- | ---------------- | ---------------- | ---------------- | ---------------- | ---------------- | ---------------- |
| Джерело:                                      |                  |                  |                  |                  |                  |                  |                  |                  |                  |                  |                  |                  |                  |